# حصار ريغا (1700)
حصارا ريغا كانا حصارين حدثا في 22 فبراير و15 يونيو 1700 في ريغا:687 أثناء حرب الشمال العظمى. الحامية السويدية كانت تقريبًا 4,000 جندي بقيادة إريك دالبيرغ وقد صدت هجمات الساكسونيين بنجاح حتى جاء الجيش السويدي الرئيسي بقيادة كارل الثاني عشر إمبراطور السويد ليسحق الساكسونيين في معركة ريغا والتي أنهت فترة الحصارات لذلك العام. المحاولة الثانية لغزو ريغا كانت في حصار ريغا الثاني من طرف الروس بقيادة بطرس الأكبر.

### استشهادات
1. ↑  Tucker (2010). A Global Chronology of Conflict (بالإنجليزية). سانتا باربارا: ABC-CLIO, LLC. Vol. الثاني. ISBN:9781851096671.

### عامة
- Anders Fryxell (1861). Lebensgeschichte Karl's des Zwölften, Königs von Schweden (بالألمانية). ISBN:978-5881309602.
- Heinz von Zur Mühlen (1985). Baltisches historisches Ortslexikon (بالألمانية). Böhlau.
- Knut Lundblad; Georg Friedrich Jenssen-Tusch (1840). Geschichte Karl des Zwölften Königs von Schweden (بالألمانية). Bei Friedrich Perthes. Archived from the original on 2021-04-25.
- Olle Larsson (2009). Stormaktens sista krig. Historiska Media. ISBN:978-91-85873-59-3.